# Onutė Narbutaitė
Onutė Narbutaitė (* 12. Juni 1956 in Vilnius, Litauen) ist eine litauische Komponistin.

## Leben und Werk
Onutė Narbutaitė wurde in Vilnius als Tochter der litauischen Musikwissenschaftlerin Ona Narbutienė geboren. Sie erhielt ihren ersten Kompositionsunterricht bei Bronius Kutavičius an der M.K. Čiurlionis Kunstschule und 1979 graduierte an der Litauischen Musik- und Theaterakademie, wo sie bei Julius Juzeliūnas Komposition studiert hatte. Von 1979 bis 1982 unterrichtete sie an der Klaipėda-Fakultät des Staatlichen Konservatoriums Litauens. Seitdem lebt sie als freischaffende Komponistin in Vilnius. Für das Oratorium Centones meae urbi wurde sie 1997 mit dem Litauischen Nationalpreis für Kunst und Kultur ausgezeichnet.
Ihre Werke wurden bei vielen Musikfestivals und Konzerten in den meisten europäischen Ländern, USA, Kanada, Südkorea aufgeführt, unter anderem beim Schleswig-Holstein Musik Festival (1992 UA), dem MaerzMusik Festival (2003), der musica viva des Bayerischen Rundfunks (2005 UA), dem Klangspuren Schwaz Festival (2004 UA), dem Warschauer Herbst (1994, 1997, 2007 UA, 2013), oder der World New Music Days (Bern 2004, Vilnius 2008 UA, Tallinn 2019).
Ihre Musik als Gastkomponistin wurde bei den finnischen Festivals Kaustinen Chamber Music Week (1998) und Aboa musica (Turku 2003) unter Mitwirkung des Ostrobothnian Chamber Orchestra (UA), der Tapiola Sinfonietta, des Turku Philharmonic Orchestra und vielen anderen Interpreten mehr umfassend präsentiert. Ein breiteres Spektrum ihrer Werke wurde bei mehreren anderen Festivals, Veranstaltungen sowie Porträtkonzerten in verschiedenen Ländern vorgestellt, u. a. 1999 beim Europäischen Musikfest Münsterland.
Zu den Interpreten ihrer Kompositionen zählen u. a. das Litauische Nationale Symphonieorchester, das Symphonieorchester des Bayerischen Rundfunks, die Sinfonia Varsovia, das BBC Symphony Orchestra, das City of Birmingham Symphony Orchestra, das Nationale Symphonieorchester des Polnischen Rundfunks, die Basel Sinfonietta, das Münchener Kammerorchester, das Ensemble Resonanz, die Seattle Chamber Players, Neopercusión (Madrid), das Arditti Quartett, das Kronos Quartet.
Ihr abendfüllendes Werk Tres Dei Matris Symphoniae wurde im Auftrag des Brandenburgischen Staatsorchesters Frankfurt komponiert und 2004 beim Eröffnungskonzert der Musikfesttage an der Oder uraufgeführt. Unter Mitwirkung dieses Orchesters wurde 2000 in Deutschland ebenso das großformatige Werk Centones meae urbi aufgeführt. Narbutaite wurde eingeladen, am Kronos Quartet-Projekt „Fifty for the Future“ teilzunehmen, dessen Auftragskomposition 2018 in der Elbphilharmonie beim Internationalen Musikfest Hamburg uraufgeführt wurde.
2014 die Uraufführung ihrer Oper Cornet fand an der Litauischen Nationaloper statt.
Beim Internationalen Rostrum of Composers (IRC), organisiert vom Internationalen Musikrat (IMC), wurden ihre Kompositionen Melodie im Olivengarten (Paris 2004), riverbank-river-symphony (Lissabon 2010) und Was There a Butterfly? (Palermo 2017) in die Top-Liste der „Recommended Works“ ausgewählt.

## Werke

### Gesang/Chor & Orchester
- Centones meae urbi (Patchwork für meine Stadt), Oratorium für Sopran, Bass-Bariton, Chor und Orchester nach Texten von Czesław Miłosz, Moshe Kulbak und vielen anderen Autoren und Quellen, 1997
- Tres Dei Matris Symphoniae für Chor und Orchester nach mehreren Texten, darunter “Stabat Mater” und von Hildegard von Bingen, 2003. Auftragswerk des Brandenburgischen Staatsorchesters Frankfurt / Musikfesttage an der Oder
- Kornetas (Cornet), Oper in zwei Akten für neun Solisten, Chor und Orchester (Libretto von O. Narbutaitė basierend auf verschiedenen Texten von Rainer Maria Rilke und anderen Autoren), 2012. Auftragswerk des Litauischen Nationaltheater für Oper und Ballett (Uraufführung 2014)
- kein gestern, kein morgen für Mezzosopran, Tenor und Orchester, Konzertversion eines Fragments aus der Oper Cornet nach Texten von Rainer Maria Rilke und Oscar Vladislas de Lubicz Milosz, 2012/2015

### Orchester / Ensemble
- Sinfonie (Nr. 1) für großes Orchester, 1979
- Liberatio für zwölf Blasinstrumente (3fl-3ob-3cor-3tn), Becken und vier Streicher (vn-vl-vc-cb), 1989
- Opus lugubre für Kammerorchester, 1991
- Metabole für Kammerorchester (Streicher-2 Oboen-Cembalo), 1992. Auftragswerk des Schleswig-Holstein Musik Festivals
- Sinfonia col triangolo für Kammerorchester, 1996. Auftragswerk der Kaustinen Chamber Music Week (Finnland)
- Sinfonie Nr. 2 für grosses Orchester, 2001
- Melodija Alyvų sode (Melodie im Olivengarten), Orchesterfassung (zugleich der zweite Satz Melodie der Sinfonie Nr. 2), 2000/2001
- La barca für großes Orchester, 2005. Auftragswerk der musica viva des Bayerischen Rundfunks
- krantas upė simfonija (riverbank-river-symphony) für großes Orchester (4. Sinfonie), 2007. Auftragswerk des 50. Warschauer Herbstes
- Was There a Butterfly? für Kammerorchester, 2013. Auftragswerk des Ostrobothnian Chamber Orchestra

### Kammermusik
- Atverk užmaršties vartus (Öffne das Tor der Vergessenheit), 2. Streichquartett, 1980
- Ėjimas į tylą (Der Weg in die Stille) für Orgel, 1980
- 1981-ųjų birželio muzika (Juni Musik 1981) für Violine und Cello, 1981
- Interludium für Flöte, Cello und Orgel, 1983
- Vilnius-Divertimento für Flöte, zwei Blockflöten, Gitarre, Cembalo, Tambourin und Streichquartett / Streichorchester, 1984 (komponiert für das Amateur-Kammerensemble der Universität Vilnius)
- Aštuonstygė (The Eight String, Achtsaitige) für Violine und Viola, 1986
- Vijoklis (Climber, Kletterpflanze) für zwei Klaviere, 1988
- Gedicht von Vincas Mykolaitis-Putinas für Klavier und Sopran, 1990
- Mozartsommer 1991, für Flöte, Violine, Viola und Cembalo, 1991
- Piešinys styginių kvartetui ir sugrįžtančiai žiemai (Eine Zeichnung für Streichquartett und zurückkehrenden Winter), 3. Streichquartett, 1991. Auftragswerk des Helsinki Festivals
- Monogramme für drei Schlagzeuger, 1992. Auftragswerk der Musikakademie Krakau / 4. polnisch-litauische musikwissenschaftliche Konferenz und Konzerte
- Hoquetus, für Viola, Cello und Kontrabass, 1993. Auftragswerk des Trio Basso (Köln) / A-Devantgarde (München)
- Vėrinys (Beads) für mehrere melodische Instrumente oder Stimmen und für einen oder mehrere Schlagzeuger, 1995
- Winterserenade, für Flöte, Violine und Viola, 1997
- Gesang, für Alt, Tenor, Bass, Oboe und Orgel nach einem Text von Rainer Maria Rilke, 1997. Auftragswerk des Projekts für das 350-jährige Jubiläum des Westfälischen Friedens „Europa cantans – Gebete für den Frieden“ (Wuppertal)
- Rudens riturnelė. Hommage à Frédéric (Autumn Ritornello) für Violine, Viola, Cello und Klavier, 1999. Auftragswerk des Vilnius Festivals
- Sonnet à l'Amour, für Tenor und Gitarre nach einem Text von Oscar Vladislas de Lubicz Milosz, 1999. Auftragswerk des Europäischen Musikfests Münsterland
- Melodija Alyvų sode (Melodie im Olivengarten) für Trompete und zwei Streichquartette, 2000. Auftragswerk des Festivals „Aksamitna kurtyna“ / Krakau – Europäische Kulturhauptstadt 2000
- Drappeggio, 4. Streichquartett, 2004. Auftragswerk des Klangspuren Schwaz Festivals
- Le linee e i contorni für Flöte, Klarinette, Violine und Cello, 2006. Auftragswerk des Ensembles „Seattle Chamber Players“
- Pas de deux für Mezzosopran und Cello nach Texten von Jacques Prévert, 2006
- Heliography für Sopran, Viola, Cello und persische Trommeln nach Texten von Edmundas Gedgaudas, Vaidotas Daunys, O. Narbutaitė, 2015. Auftragswerk der Louth Contemporary Music Society (für die Konzertreihe Music books, Irland)
- Tuštumoje (In der Leere) für Klavier, 2016. Auftragswerk des Thomas Mann Festivals (Litauen)
- Labirintas (Labyrinth) für Sopran und Flöte nach Texten von Ingeborg Bachmann und Jorge Luis Borges, 2017
- just strings and a light wind above them für Streichquartett, 2017. Auftragswerk des Kronos Quartetts / Projekt “Fifty for the Future”

### Chorwerke (Auswahl)
- Vasara (Sommer) für Kinder- / Frauenchor a cappella, auch Version für gemischten Chor, nach einem Text von O. Narbutaitė, 1991
- Epitaph für vier Stimmen / Kammerchor, zwei Blockflöten, Gitarre (Cembalo), Handglocke und Claves nach einem Text von Rainer Maria Rilke, 1993
- Lapides, flores, nomina et sidera (Steine, Blumen, Namen und Sternbilder) für Chor, Piccoloflöte, Trompete, Posaune und Trommel, nach liturgischen und anderen Texten, 2008. Ein abendfüllendes Projekt zum Allerseelen-Tag im Auftrag der ISCM World Music Days / “Gaida” 2008
- Cantio vespertina für mehrere Kammerchöre und mehrere Piccoloflöten (ein gesonderter Teil des Projekts zum Allerseelen-Tag), Text: Requiem aeternam, 2008

## Diskografie
Porträt-CDs:
- Centones meae urbi, Vilnius Recording Studio, VSCD-063 (2000)
- Rudens riturnelė, Vilnius Recording Studio, VSCD-075 (2001)
- Autumn Ritornello, Finlandia Records, 0927-42996-2 (2002)
- June Music, Finlandia Records, 0927-43437-2 (2002)
- Gate of Oblivion, Finlandia Records, 0927-43072-2 (2002)
- Symphony No.2, Finlandia Records, 0927-49597-2 (2003)
- Tres Dei Matris Symphoniae, Naxos, 8.572295 (2011)
- No yesterday, no tomorrow, Naxos, 8.573618 (2017)
- Music for String Quartet, NoBusinessrecords, NBCD-CC2 (2020)
- Heliografija / Heliography, Mama Studios CD-05 (2021)
- In the Emptiness, digitale Single, MICL EA 001 (2017)

Narbutaites Werke wurden auch auf vielen anderen CDs aufgenommen, u. a. auf CD VĖL: Lithuanian Chamber Music 1991-2001 (Guild, GMCD 7283, 2004) und auf drei CDs des Ostrobothnischen Kammerorchesters:
Stimmen: BalticWorks for String Orchestra, Finlandia Records, 4509-97892-2 (1995)
Lighthouse, Finlandia Records, 3984-29718-2 (2000)
Dedicated to, Alba records, ABCD 414 (2017)